# Егегик (Аљаска)
Егегик (енгл. Egegik) град је у америчкој савезној држави Аљаска.

## Демографија
По попису из 2010. године број становника је 109, што је 7 (-6,0%) становника мање него 2000. године.
| Група                 | 2000.      | 2010.      |
| Амерички староседеоци | 67 (57,8%) | 43 (39,4%) |
| Белци                 | 22 (19,0%) | 52 (47,7%) |
| Афроамериканци        | 0 (0,0%)   | 0 (0,0%)   |
| Азијати               | 1 (0,9%)   | 0 (0,0%)   |
| Хиспаноамериканци     | 8 (6,9%)   | 2 (1,8%)   |
| Укупно                | 116        | 109        |